# Лебедева, Раиса Ивановна
Раиса Ивановна Лебедева (27 июля 1940, Москва — 2 марта 2025) — советский и российский живописец и педагог, профессор (1994), член-корреспондент РАХ (2006). Член СХ РСФСР и МСХ (1982). Народный художник Российской Федерации (2006).

## Биография
Родилась 27 июля 1940 года в Москве.
После окончания Пензенского художественного училища имени К. А. Савицкого, с 1968 по 1974 годы Р. И. Лебедева обучалась на отделении театрально-декорационной живописи в Московском художественном институте имени В. И. Сурикова, её учителем по мастерской художественно-декорационной живописи был Михаил Михайлович Курилко-Рюмин.
С 1974 по 1977 годы Р. И. Лебедева работала художницей-постановщицей в Пензенском областном драматическом театре имени А. В. Луначарского и одновременно занималась преподавательской деятельностью по отделению живописи в ПХУ имени К. А. Савицкого. За время работы в Пензенском областном драматическом театре в качестве художницы-постановщицы, Р. И. Лебедева являлась оформителем около двадцати двух спектаклей по современной пьесе, зарубежной и русской классике.
С 1977 года Р. И. Лебедева занималась преподавательской деятельностью, педагог по кафедре живописи и композиции Московского художественного института имени В. И. Сурикова. С 1994 года Р. И. Лебедевой было присвоено звание профессора.
С 1974 года Р. И. Лебедева была постоянной участницей зональных, московских, всероссийских, всесоюзных и зарубежных художественных выставок, проходивших в Германии, Англии, Франции, Португалии и Канаде. За свои выставки Р. И. Лебедева награждалась дипломами и медалями Московского союза художников и Российской академии художеств. Три персональные выставки Р. И. Лебедевой проходили в выставочном зале МГХИ имени В. И. Сурикова и одна в картинной галерее Воронежского областного художественного музея имени И. Н. Крамского.
В октябре 2018 года в залах Российской Академии Художеств прошла большая персональная выставка Раисы Лебедевой, где было представлено более 60 работ разных лет. По итогам выставки Раиса Лебедева награждена Золотой медалью РАХ.
Наиболее известные работы Р. И. Лебедевой такие как: «Студенты на пленэре», «Крым. Полдень» и «Утро», «Керчь. Корабли» (2006), «Скрипка и скульптура». «Скрипка и книга», «Общежитие в Софии» и «Ночь на новый год» (2010), хранятся в Пензенской областной картинной галереи имени К. А. Савицкого.
С 1982 года Р. И. Лебедева является членом Союза художников РСФСР и Московского отделения СХ РСФСР.
14 июня 2007 года Р. И. Лебедева была избрана членом-корреспондентом Российской академии художеств, в 2008 году награждена почётной серебряной медалью РАХ.
В 1989 году Р. И. Лебедевой было присвоено почётное звание — Заслуженный деятель искусств РСФСР, в 2006 году — Народный художник Российской Федерации.
Умерла 2 марта 2025 года в возрасте 84 лет.

## Основные работы
- 1991 год — «Натюрморт с гранатами. Памяти учителя»
- 1991 год — «Керченский дворик»
- 1991 год — «Красный натюрморт»
- 2006 год — «Студенты на пленэре»
- 2006 год — «Крым. Полдень»
- 2006 год — «Утро»
- 2006 год — «Керчь. Корабли»
- 2006 год — «Скрипка и скульптура»
- 2006 год — «Скрипка и книга»
- 2010 год — «Общежитие в Софии»
- 2010 год — «Ночь на новый год»

## Награды

### Звания
- Народный художник РСФСР (2006)
- Заслуженный деятель искусств РСФСР (1989)

### Другие награды
- Диплом РАХ (2003)
- Серебряная медаль РАХ (2008)
- Золотая медаль РАХ (13 ноября 2018) — за многолетнюю плодотворную творческую и педагогическую деятельность